# Rhizoctonia leguminicola
Rhizoctonia leguminicola är en svampart som beskrevs av Gough & E.S. Elliott 1956. Rhizoctonia leguminicola ingår i släktet Rhizoctonia och familjen Ceratobasidiaceae.   Inga underarter finns listade i Catalogue of Life.